# Marie Kšajtová
Marie Kšajtová (* 18. července 1937, Nepolisy) je česká redaktorka, scenáristka, televizní dramaturgyně a spisovatelka knih pro děti.

## Život
Vystudovala žurnalistiku na Univerzitě Karlově v Praze a do roku 1972 působila v redakcích různých časopisů. Poté pracovala do roku 2002 v Československé, resp. České televizi jako dramaturgyně večerníčků. Je autorkou řady scénářů, především k animovaným seriálům, a textů k několika komiksům v časopise Čtyřlístek. Její knižní tvorba je orientována především na pohádkové příběhy pro menší děti.

## Výběrová bibliografie

### Vydané knihy
- O víle Andulce a Vendulce, Praha: Orbis, 1976, pohádka.
- Co to vezou, Honzíku?, Praha: Albatros 1976, leporelo pro nejmenší.
- Proč neběhá tulipán? , Praha: Albatros 1979, autorka beletrizující formou seznamuje děti se světem rostlin a základními botanickými pojmy.
- Ukradli nám Adama, Praha: Albatros 1985, povídka o drobných dobrodružstvích několika kamarádů s dědečkem jednoho z nich a s jeho autem-veteránem Adamem.
- Ze života rodiny Horáčkovy, Praha: Albatros 1995, 2004, pohádka.
- Was heisst hier zu klein?, Freiburg, Wien, Basel: Kerle 1995, pohádka, překlad Ze života rodiny Horáčkovy.
- V lednici je medvěd, Praha: Albatros 1996, pohádka, beletristické zpracování animovaného seriálu Medvídek Sněhůlek.
- Zápisník Norberta Borovičky, Praha: Albatros 2001, humorné vyprávění pro starší děti.
- Velký příběh večerníčku, Praha: Albatros 2005, literatura faktu, vzpomínky na to, co všechno ovlivňovalo tvorbu pohádkových seriálů pro večerníčky.
- Od Andulky po Žížalu, Česká televize: Praha 2009, knižní podoba televizního vzdělávacího cyklu z pořadu Kouzelná školka, která hravou formu seznamuje děti předškolního věku s abecedou.
- Princezna z Kloboukových hor, Česká televize: Praha 2010, knižní podoba stejnojmenného večerníčku.
- Matýsek a Majdalenka, Fragment: Praha 2011, 2013, 2014, 2015, čtyři svazky, pohádka o skřítcích, společně s Inkou Rybářovou.
- Panenka a auťáci, Praha: Albatros 2012, pohádka.
- Dina a tajemství starých tenisek, Praha: JaS, 2012, pohádkový příběh.
- Zuzanka z Dalekoširoka, Praha: Albatros 2017, pohádka.
- My z Roztok a ze Žalova, Praha: JaS, 2019, beletristicky zpracovaná literatura faktu pro děti
- Cvoček a pan Márinka, Fragment: Praha 2019, příběh pejska Cvočka a pana Márinky.[2]

### Televizní scénáře pro Večerníček
- Pohádkový dědeček (1980), podle knihy Eduarda Petišky.
- Medvídek Sněhůlek (1981), podle vlastního námětu.
- Kubula a Kuba Kubikula (1986–1987), podle knihy Vladislava Vančury.
- Příhody kocourka Damiána (1988), podle knihy Václava Čtvrtka.
- O skřítku Racochejlovi (1997–2000), podle knihy Emila Šalouna.
- Bubáci a hastrmani (1999), podle knihy Josefa Lady.[3]
- O panence Blažence, původní scénář